# خیابان فرشته

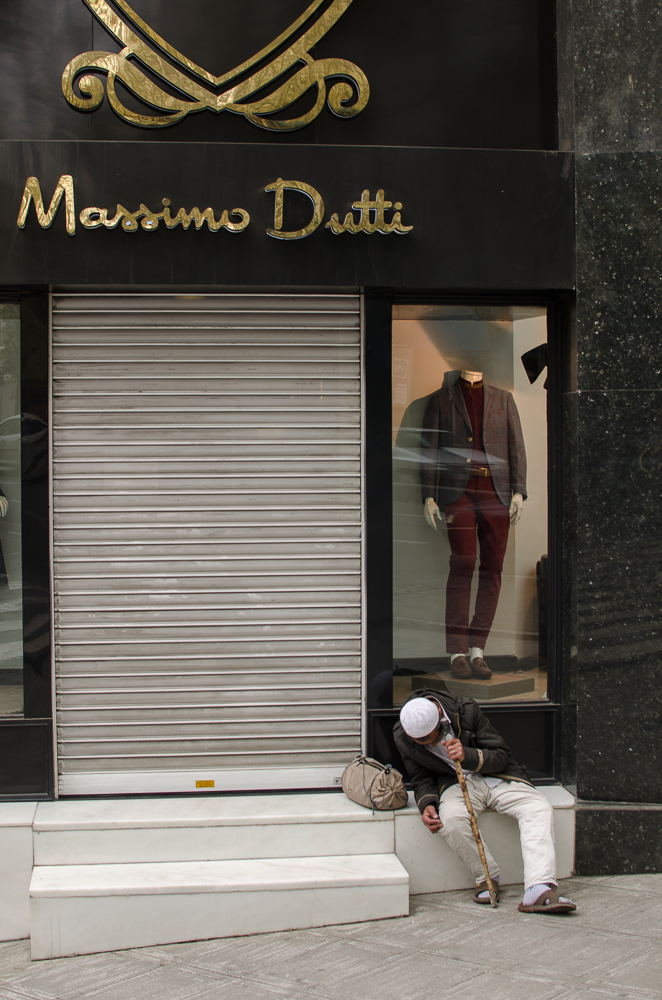
یک مغازه در خیابان فرشته تهران

خیابان فرشته (فیاضی) با شماره‌گذاری معابر خیابان ۱۴۶۲ تهران یکی از خیابان‌های اعیان نشین  شهر تهران است که در محله الهیه و در منطقه ۱ شهرداری تهران قرار دارد. خیابان فرشته از خیابان ولیعصر، بالاتر از چهارراه پارک‌وی، در غرب آغاز شده و به محدوده پل رومی در شرق منتهی می‌شود. خیابان فرشته را می‌توان یکی از گران ترین مناطق تهران نامید.
زندگی شبانه در خیابان فرشته برقرار است و ساکنین این منطقه از امکانات بسیار زیادی برخوردارند. به طوری که این خیابان معروفترین خیابان تهران برای دور دور های شبانه با خودرو میباشد.
نزدیک‌ترین راه دسترسی به این خیابان از طریق مترو، ایستگاه مترو شهید صدر است.

پنت هاوس های چند صد میلیاردی ، خودرو های لوکس با بهترین برند ها مثل: مرسدس بنز ، بی ام و ، پورشه ، مازراتی ، و غیره تنها بخشی از مزایا در این محله لوکس هستند .